# SSC Tuatara
SSC Tuatara — суперкар американської компанії Shelby Super Cars, офіційно представлений в 2011 році. Офіційно був представлений в Китаї в місті Шанхай разом з відкриттям там офіційного дилера SSC Asia. В Північній Америці автомобіль був представлений на щорічному конкурсі Пеблл Біч в місті Монтерей.

## Історія створення

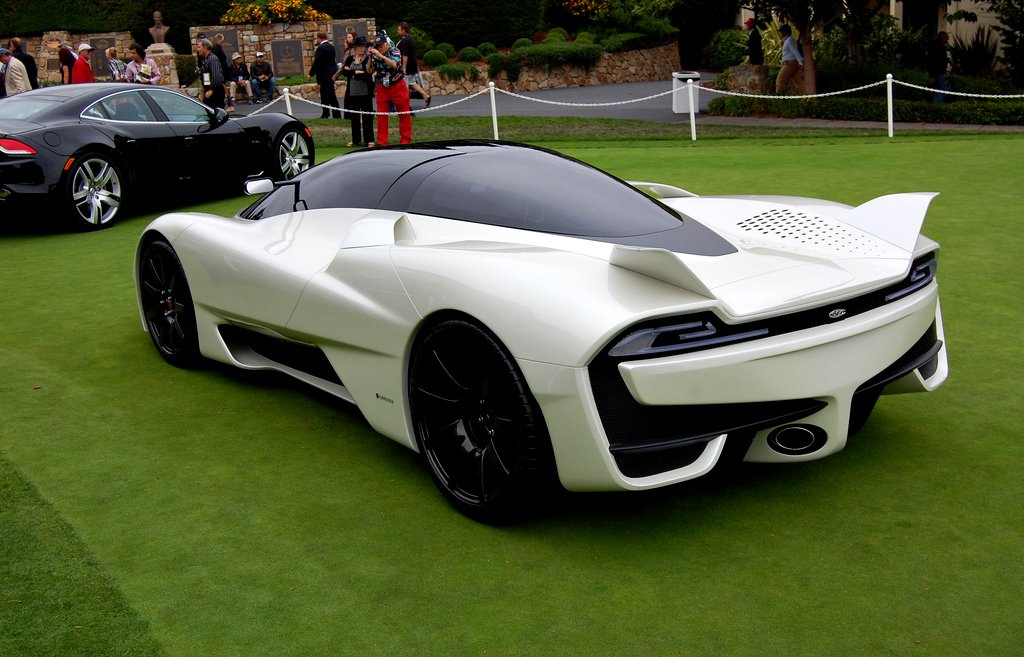

SSC Tuatara — другий суперкар компанії Shelby Super Cars. Ідея створення нового суперкару прийшла компанії SSC після встановлення 4 липня 2010 року нового світового рекорду швидкості іншим суперкаром — Bugatti Veyron Super Sport. До цього моменту компанія вже володіла світовим рекордом швидкості, встановленим суперкаром SSC Ultimate Aero TT.

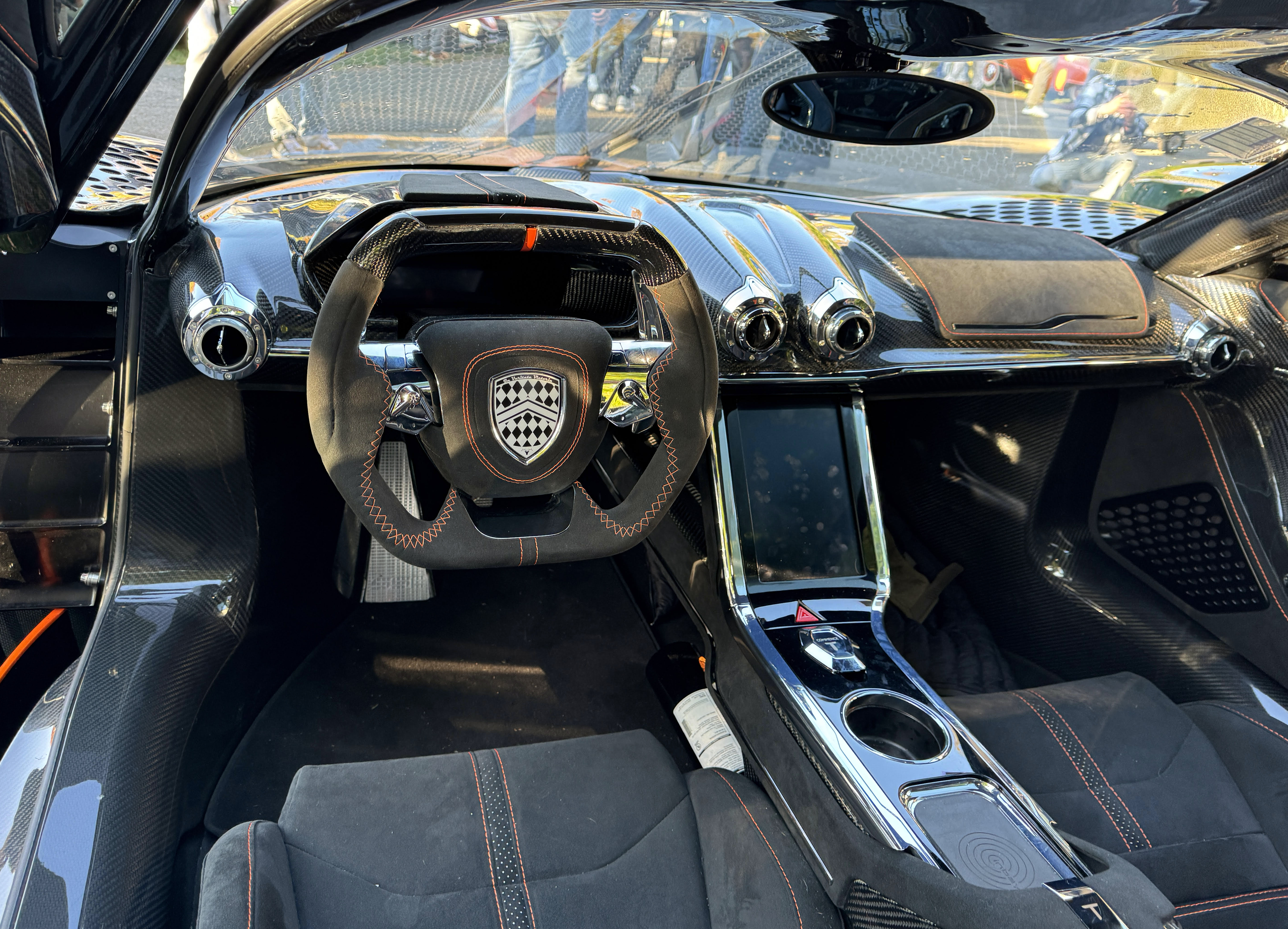

Дизайн автомобіля створив шеф-дизайнер шведської компанії SAAB Джейсон Кастріота.

## Технічні характеристики
Серійна SSC Tuatara оснащений двигуном 5.9 л V8 з подвійним турбонаддувом потужністю 1774 к.с. при 8800 об/хв на біоетанолі Е85 (1369 к.с. на АІ-91), 1735 Нм. Ступінь стиснення - 8,625:1 . Маса двигуна становить 194 кг. Він агрегатується з 7-ступінчатою механічною коробкою передач H-Pattern або 7-ступінчатою секвентальною роботизованою коробкой передач SMG, обладнаною потрійним диском зчеплення.
Розгін від 0 до 100 км/год за 2,5 с.
10 жовтня 2020 року на 11-кілометровій ділянці шосе State Route 160 в Неваді автомобіль став найшвидшим серійним автомобілем на планеті розігнавшись до 508,73 км/год. У залік пішло середнє арифметичне значення результатів двох заїздів. І якщо в першому британець розігнав суперкар до 484,53 км/год, то при русі у зворотний бік - до приголомшливих 532,93 км/год.

## Модифікації
- SSC Tuatara
- SSC Tuatara Agressor
- SSC Tuatara Striker

## Ціна
- Від 650 500$